# Police complémentaire de groupe
 (janvier 2023).
Si vous disposez d'ouvrages ou d'articles de référence ou si vous connaissez des sites web de qualité traitant du thème abordé ici, merci de compléter l'article en donnant les références utiles à sa vérifiabilité et en les liant à la section « Notes et références ».
En France, la Police complémentaire de groupe/d’ouvrage (P.C.G./P.C.O.) est une police d'assurance le plus souvent proposée par l’assureur de dommage ouvrage et dont l’objet est de garantir les différents intervenants à une opération de construction au-delà de leurs plafonds d’assurances de responsabilités décennales respectifs. 
Il s’agit d’une police de seconde ligne, par chantier.